# Num (mytologi)
Num, även känd som Num-Turem, är en himmelsgud som härskar över blixt, åska, regn, snö och vind i mytologin hos olika folkgrupper i Sibirien.